# Pauli Arbarei
Pauli Arbarei is een gemeente in de Italiaanse provincie Zuid-Sardinië (regio Sardinië) en telt 710 inwoners (31-12-2004). De oppervlakte bedraagt 15,1 km², de bevolkingsdichtheid is 47 inwoners per km².

## Demografie
Pauli Arbarei telt ongeveer 253 huishoudens. Het aantal inwoners steeg in de periode 1991-2001 met 0,1% volgens cijfers uit de tienjaarlijkse volkstellingen van ISTAT.
| Jaar | Inwoneraantal |
| ---- | ------------- |
| 1991 | 719           |
| 2001 | 720           |

## Geografie
De gemeente ligt op ongeveer 136 m boven zeeniveau.
Pauli Arbarei grenst aan de volgende gemeenten: Las Plassas, Lunamatrona, Siddi, Tuili, Turri, Ussaramanna, Villamar.
Arbus · Barumini · Collinas · Furtei · Genuri · Gesturi · Gonnosfanadiga · Guspini · Las Plassas · Lunamatrona · Pabillonis · Pauli Arbarei · Samassi · San Gavino Monreale · Sanluri · Sardara · Segariu · Serramanna · Serrenti · Setzu · Siddi · Tuili · Turri · Ussaramanna · Villacidro · Villamar · Villanovaforru · Villanovafranca
1. ↑  https://demo.istat.it/?l=it.